# 11115 Kariya
För andra betydelser, se Kariya (olika betydelser).
11115 Kariya eller 1995 WC7 är en asteroid i huvudbältet som upptäcktes den 21 november 1995 av den japanska astronomen Akimasa Nakamura vid Kuma Kogen-observatoriet. Den är uppkallad efter den japanska staden Kariya.
Asteroiden har en diameter på ungefär 7 kilometer och den tillhör asteroidgruppen Nysa.